# Tamara Sorokina
Tamara Aleksandrowna Sorokina z domu Kazaczkowa (ros. Тамара Александровна Сорокина (Казачкова), ur. 15 sierpnia 1950 we wsi Kazanowka w obwodzie czelabińskim) – radziecka lekkoatletka, biegaczka średniodystansowa.
Odpadła w eliminacjach biegu na 1500 metrów na igrzyskach olimpijskich w 1972 w Monachium.
Zdobyła brązowy medal na tym dystansie na halowych mistrzostwach Europy w 1974 w Göteborgu, przegrywając jedynie z Tonką Petrową z Bułgarii i Karin Krebs z NRD.
24 lipca 1976 w Podolsku ustanowiła rekord świata w biegu na 1000 metrów czasem 2:32,8 s.
Zwyciężyła w biegu na 1500 metrów w finale Pucharu Europy w 1981 w Zagrzebiu, a następnie w Pucharze Świata w 1981 w Rzymie.
Zajęła 6. miejsce w biegu na 1500 metrów na mistrzostwach Europy w 1982 w Atenach.
Sorokina była wicemistrzynią ZSRR w biegu na 800 metrów w 1971 oraz brązową medalistką w biegu na 1500 metrów w 1972. W hali była mistrzynią ZSRR w biegu na 800 metrów w 1981, w biegu na 1000 metrów w 1974 oraz w biegu na 1500 metrów w 1974, 1980 i 1981.
Była rekordzistką ZSRR w biegu na 800 metrów z czasem 2:03,2, uzyskanym 11 września 1971 w Moskwie.
Rekordy życiowe Sorokiny:
- bieg na 800 metrów – 1:56,6 (21 sierpnia 1982, Podolsk)
- bieg na 1000 metrów – 2:32,8 (24 lipca 1976, Podolsk)
- bieg na 1500 metrów – 3:58,89 (26 lipca 1981, Leningrad)
- bieg na milę – 4:21,89 (30 czerwca 1982, Budapeszt)

W 1981 otrzymała tytuł Zasłużonego Mistrza Sportu ZSRR. Po zakończeniu kariery zawodniczej pracowała jako trenerka.